# Ародес
Аро̀дес (на гръцки: Αρόδες) е село в Кипър, окръг Пафос. Според статистическата служба на Република Кипър през 2001 г. селото има 127 жители.
Намира се на 23 км от Пафос. Селото е близо до полуостров Акамас. То е съставено от два малки квартала - Пано Ародес (населено с кипърски гърци) и Като Ародес (преди населен с кипърски турци). След кипърския конфликт, Като Ародес е изоставен. През 1995 г. земетресение от 5,9 по скалата на Рихтер унищожава 20 каменни къщи.